# Nuestra Señora de Navahonda (Robledo de Chavela)
Nuestra Señora de Navahonda es la patrona de Robledo de Chavela (Madrid, España), cuya imagen puede venerarse en la Ermita de Navahonda.
La tradición sobre la imagen de la Virgen de Navahonda se remonta a los tiempos en que Robledo de Chavela pertenecía aún a Segovia. En el valle de Navahonda, se encontró una talla de la Virgen, que había sido ocultada por los segovianos durante años para protegerla de la invasión musulmana. En 1114, los segovianos, al averiguar su paradero, la reclamaron a los robledanos y, cuando aquellos intentaron restituir la imagen a Segovia, las caballerías que transportaban dicha talla, a mitad de camino, se negaron a continuar por intercesión de la Virgen, tras lo cual se decidió que la imagen se quedara para siempre en aquel lugar.
El lugar donde se pararon las caballerías se denomina El Humilladero.
El camino que conduce a Navahonda desde Robledo de Chavela (sendero GR-10, de Valencia a Lisboa) es una interesante ruta turística, situada entre los montes Almojón y La Almenara, y todos los años discurre por él una vistosa romería en recuerdo de tales acontecimientos.
La Ermita de Navahonda, de Robledo de Chavela, data de los siglos XVI-XVII y llegó a ser visitada por el rey de España Felipe II.

## Laromería
La Romería de la Virgen de Navahonda se celebra en primavera, desde el año 1113, y discurre por el ya mencionado camino de Navahonda (sendero que utilizaban en otros tiempos, como vía pecuaria, los agricultores y ganaderos). Este camino atraviesa, de norte a sur, la Sierra de Guadarrama.
En la página web de Ocio y Turismo de Robledo de Chavela se nos describe de esta manera la celebración:

Como muchas de las fiestas populares, la fecha depende de la del Domingo de Resurrección; cuarenta días después, se celebra la Romería de la Virgen, con la que culmina el festejo. Es una fiesta de gran importancia en Robledo de Chavela por la gran movilización popular, las manifestaciones culturales y la mezcla entre lo religioso y lo profano.
El Domingo de la Ascensión se va a buscar la imagen de la Virgen a su ermita, recorriendo a pie los nueve kilómetros que separan la Ermita de Nuestra Señora de Navahonda de la Iglesia Parroquial de la Asunción de Nuestra Señora. Previamente se ha pujado por conseguir llevar los brazos de la andas de la Virgen y comienza el viaje de vuelta. En el camino se realizan paradas en enclaves determinados como son La Mula, El Alto de Navahonda y la Pasadilla. Desde allí, rodeando el pueblo en procesión se deposita la Virgen en el Altar Mayor de la Iglesia de Nuestra Señora de la Asunción que ha quedado preparada con flores. Es en este día cuando comienzan las Novenas a la Virgen.
El Domingo de Pentecostés comienza la fiesta propiamente dicha; las hermanas de la Cofradía preparan a la Virgen vistiéndola de fiesta y en procesión recorren el pueblo. Al terminar el día, un espectacular castillo de fuegos artificiales precede al baile que congrega a todos los participantes en la Plaza Mayor.
El Domingo de Trinidad, pasada una semana, tiene lugar la Romería que devolverá a la Virgen de Navahonda a su ermita; tras una misa celebrada en la iglesia del pueblo, a las ocho y media de la mañana sale la comitiva, haciendo la primera parada en "La Pasadilla", donde las personas que no pueden acompañarla despiden a la Virgen. En el Alto de Navahonda se detienen a reponer fuerzas con almuerzo tradicional a base de productos locales y continúan hasta la ermita realizando las paradas habituales. Se realiza una nueva puja para entrar a la Virgen y comienzan los bailes de los jóvenes vestidos con su traje regional interpretando "El Rondón" y "Las Seguidillas" (manifestaciones típicamente robledanas).
En la explanada de la ermita continúan los bailes y la convivencia entre todos, participando de la fiesta que se completa con la animación que proviene de los kioscos que previamente han sido subastados para contribuir a las arcas de la Cofradía de la Virgen de Navahonda. Las explanadas y los cercados próximos son utilizados para dar buena cuenta de los almuerzos que son compartidos por la familias o grupos de amigos.
A las siete de la tarde vuelve a salir de la ermita para rodearla a hombros de los cofrades, se celebra la misa y se da por terminada la fiesta, aunque los más jóvenes aprovechan la ocasión para alargar la velada hasta altas horas de la madrugada.

A lo largo del recorrido del camino de Navahonda pueden encontrarse una serie de hitos tradicionales: la Peña de los Hueverizos, la Silla del Cura, El Candíl, El Bizcocho, la Fuente de la Mariquita y El Humilladero. 
 

En Robledo de Chavela también se celebra otra romería en honor a San Antonio de Padua.